# Bobby van Vleuten
Bobby van Vleuten (25 maart 2006) is een Nederlands acteur. Zijn eerste grote rol was Wouter in de film Meester Kikker (2016).
Hij is de zoon van cabaretiers Bianca Krijgsman en Diederik van Vleuten en de jongere broer van Lizzy van Vleuten.

## Filmografie
| Jaar       | Titel                     | Rol             |
| ---------- | ------------------------- | --------------- |
| 2015       | Fikkie de Firefighter     | David           |
| 2015       | Rendez-Vous               | Bastiaan        |
| 2016       | Meester Kikker            | Wouter          |
| 2016       | Welkom in de IJzeren eeuw | meerdere rollen |
| 2017       | Infantilio                | meerdere rollen |
| 2017       | Ciske de Rat              | Brammetje       |
| 2018-heden | Het Klokhuis              | meerdere rollen |
| 2019       | Oogappels                 | Vandaal         |
| 2022-2024  | Ten minste houdbaar tot   | Job             |
| 2025       | Bennie                    | Frenkie         |